# オフィス・インテンツィオ
株式会社オフィス・インテンツィオは、日本の芸能事務所。
ミュージシャンの高橋幸宏が作った事務所である。

## 概要
1982年、イエロー・マジック・オーケストラの活動中だった高橋が、前所属事務所「ヨロシタミュージック」から独立し個人事務所として設立。設立時には細野晴臣も参加しており、「¥ENレーベル」の運営管理の機能も持っていた。¥ENレーベル終了後細野は離脱し自分の個人事務所「ミディアム」を設立している。
その後は規模陣容を拡大し、ミュージシャン・マニピュレーターやレコーディング・エンジニアのマネージメント、レコーディングやコンサートの企画制作などを幅広く手がける総合音楽事務所として営業中である。なお後にSILVAに改名する高橋よしこもエピックソニー時代に所属していた。
現在もYMOとの縁はつながっており、1993年の再生以降、システムコーディネートを一貫して手がけている。

## 関連会社
- 株式会社ヒンツミュージック
1983年10月設立。YMO散開以降の高橋の楽曲を管理している音楽出版社。2025年現在の社長は、ビックリハウスの元編集者で、高橋のマネージャーを長年務めてきた「佐藤雅和」。高橋の死去後も存続しており、高橋の肖像権等の管理のほか、「イエローマジックオーケストラ」「YMO」の商標の管理、アーティスト「Hana Hope」のマネージメントを行っている。